# 稲葉剛
稲葉 剛（いなば つよし、1969年 - ）は、日本の市民活動家。一般社団法人つくろい東京ファンド代表理事。住まいの貧困に取り組むネットワーク世話人。生活保護問題対策全国会議幹事。立教大学大学院21世紀社会デザイン研究科特任准教授。

## 来歴
広島県生まれ。東京大学教養学部卒。学生時代、同じ下宿先に小説家の吉田直がいた。在学中から平和運動、外国人労働者支援活動に関わり、1994年より東京都新宿区を中心に路上生活者支援活動に取り組む。2001年、湯浅誠らと共に自立生活サポートセンター・もやいを設立。

## 著書
- 『ハウジングプア』山吹書店　2009年
- 『貧困のリアル』（共著）飛鳥新社　2009年
- 『わたしたちに必要な３３のセーフティーネットのつくりかた』（共編著）合同出版　2011年
- 『12歳のきみに語る憲法』（共著）岩崎書店　2011年
- 『貧困待ったなし！―とっちらかりの10年間』（共著）岩波書店　2012年
- 『命と絆は守れるか？震災・貧困・自殺からDVまで』（共編著）三省堂　2012年
- 『脱原発とデモ―そして、民主主義』（共著）筑摩書房　2012年
- 『生活保護から考える』岩波書店〈岩波新書／新赤版1459〉、2013年11月20日。ISBN 9784004314592。
- 『鵺の鳴く夜を正しく恐れるために―野宿の人びととともに歩んだ20年』エディマン／新宿書房　2014年
- 『貧困の現場から社会を変える』（POSSE叢書）堀之内出版　2016年
- 『閉ざされた扉をこじ開ける 排除と貧困に抗うソーシャルアクション』朝日新書 2020年

## 出演
- こころの時代「あなたを知ってしまったから」（NHK Eテレ、2021年6月27日）[1]
- のりこえねっとTV（YouTube、2015年1月19日）
- デモクラシータイムス（YouTube、2021年8月20日）